# Kanał kłykciowy

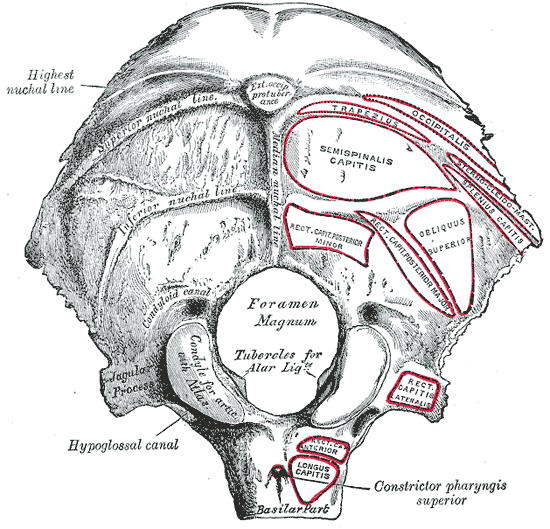
Zewnętrzna powierzchnia kości potylicznej. Kanał kłykciowy widoczny w środkowej lewej części ryciny (Candyloid canal)

Kanał kłykciowy (łac. canalis condyliaris) – w anatomii człowieka kanał w dole kłykciowym części bocznej kości potylicznej. Przechodzi przez niego żyła wypustowa kłykciowa. 